# Energetická legislativa v Česku
Energetická legislativa je souhrn právních předpisů upravujících oblast energetiky.

## Energetická legislativa v ČR
Energetickou legislativu České republiky upravují, v souladu se směrnicemi Evropské unie, následující zákony:
- zákon č. 458/2000 Sb., o podmínkách podnikání a o výkonu státní správy v energetických odvětvích a o změně některých zákonů, v platném znění (energetický zákon)[1]
- zákon č. 406/2000 Sb., o hospodaření energií, v platném znění[2]
- zákon č. 165/2012 Sb., o podporovaných zdrojích energie a o změně některých zákonů, v platném znění[3]
- zákon č. 249/2025 Sb., o urychlení využívání obnovitelných zdrojů energie[4]

Všechny uvedené zákony, včetně prováděcích předpisů (vyhlášek) spravuje Ministerstvo průmyslu a obchodu ČR.